# Rabeig del Cavall
El Rabeig del Cavall és un torrent afluent per la dreta del Cardener.

## Termes municipals
|                                        | Longitud (en m.) | % del recorregut |
| -------------------------------------- | ---------------- | ---------------- |
| Per l'interior del municipi de Lladurs | 23               | 4,7%             |
| Per l'interior del municipi de Navès   | 67               | 95,3%            |